# Sori Mané
Manconi Soriano „Sori” Mané (ur. 3 kwietnia 1996 w Bissau) – gwinejski piłkarz portugalskiego pochodzenia grający na pozycji defensywnego pomocnika w klubie Moreirense FC.

## Kariera juniorska
Mané grał jako junior w Fidjus di Bideras (do 2014) oraz w UC Sampdorii (2014–2016).

## Kariera seniorska

### SC Olhanense
Mané został wypożyczony do SC Olhanense 1 lipca 2015. Zadebiutował on dla tego klubu 31 stycznia 2016 w meczu z Atlético CP (przeg. 1:0). Pierwszą bramkę zawodnik ten zdobył 8 maja 2015 w wygranym 0:2 spotkaniu przeciwko Leixões SC. 1 lipca 2016 Gwinejczyk został wykupiony przez SC Olhanense. Łącznie dla tego klubu Mané rozegrał 38 meczów, strzelając jednego gola.

### Cova Piedade
Mané przeszedł do Cova Piedade 1 lipca 2017. Debiut dla tego zespołu zaliczył on 6 sierpnia 2017 w przegranym 1:2 spotkaniu przeciwko CD Santa Clara. Pierwszego gola piłkarz ten strzelił w meczu z Leixões SC (wyg. 2:0). Ostatecznie w barwach Cova Piedade Gwinejczyk wystąpił 54 razy, zdobywając dwie bramki.

### Moreirense FC
Mané przeniósł się do Moreirense FC 11 lipca 2019. Zadebiutował on dla tego klubu 3 sierpnia 2019 w meczu z Vitórią Setúbal (przeg. 1:0).

## Kariera reprezentacyjna
| Mecze i gole w reprezentacji | Mecze i gole w reprezentacji | Mecze i gole w reprezentacji | Mecze i gole w reprezentacji      | Mecze i gole w reprezentacji      | Mecze i gole w reprezentacji | Mecze i gole w reprezentacji | Mecze i gole w reprezentacji                    |
| Gwinea Bissau                | Gwinea Bissau                | Gwinea Bissau                | Gwinea Bissau                     | Gwinea Bissau                     | Gwinea Bissau                | Gwinea Bissau                | Gwinea Bissau                                   |
| Lp.                          | Data                         | Miejsce                      | Gospodarz                         | Gość                              | Wynik                        | Gol                          | Rozgrywki                                       |
| ---------------------------- | ---------------------------- | ---------------------------- | --------------------------------- | --------------------------------- | ---------------------------- | ---------------------------- | ----------------------------------------------- |
| 1.                           | 25.03.2017                   | Durban                       | Południowa Afryka                 | Gwinea Bissau                     | 3:1                          |                              | Mecz towarzyski                                 |
| 2.                           | 10.06.2017                   | Bissau                       | Gwinea Bissau                     | Namibia                           | 1:0                          |                              | Puchar Narodów Afryki 2019 – kwalifikacje       |
| 3.                           | 08.09.2018                   | Maputo                       | Mozambik                          | Gwinea Bissau                     | 2:2                          |                              | Puchar Narodów Afryki 2019 – kwalifikacje       |
| 4.                           | 10.10.2018                   | Ndola                        | Zambia                            | Gwinea Bissau                     | 2:1                          |                              | Puchar Narodów Afryki 2019 – kwalifikacje       |
| 5.                           | 14.10.2018                   | Bissau                       | Gwinea Bissau                     | Zambia                            | 2:1                          |                              | Puchar Narodów Afryki 2019 – kwalifikacje       |
| 6.                           | 17.11.2018                   | Bakau                        | Namibia                           | Gwinea Bissau                     | 0:0                          |                              | Puchar Narodów Afryki 2019 – kwalifikacje       |
| 7.                           | 23.03.2019                   | Bissau                       | Gwinea Bissau                     | Mozambik                          | 2:2                          |                              | Puchar Narodów Afryki 2019 – kwalifikacje       |
| 8.                           | 08.06.2019                   | Penafiel                     | Angola                            | Gwinea Bissau                     | 2:0                          |                              | Mecz towarzyski                                 |
| 9.                           | 25.06.2019                   | Ismailia                     | Kamerun                           | Gwinea Bissau                     | 2:0                          |                              | Puchar Narodów Afryki 2019                      |
| 10.                          | 29.06.2019                   | Ismailia                     | Benin                             | Gwinea Bissau                     | 0:0                          |                              | Puchar Narodów Afryki 2019                      |
| 11.                          | 02.07.2019                   | Suez                         | Ghana                             | Gwinea Bissau                     | 2:0                          |                              | Puchar Narodów Afryki 2019                      |
| 12.                          | 04.09.2019                   | São Tomé                     | Wyspy Świętego Tomasza i Książęca | Gwinea Bissau                     | 0:1                          |                              | Mistrzostwa Świata 2022 – eliminacje strefy CAF |
| 13.                          | 10.09.2019                   | Bissau                       | Gwinea Bissau                     | Wyspy Świętego Tomasza i Książęca | 2:1                          |                              | Mistrzostwa Świata 2022 – eliminacje strefy CAF |
| 14.                          | 01.09.2021                   | Nawakszut                    | Gwinea                            | Gwinea Bissau                     | 1:1                          |                              | Mistrzostwa Świata 2022 – eliminacje strefy CAF |
| 15.                          | 09.10.2021                   | Casablanca                   | Maroko                            | Gwinea Bissau                     | 3:0                          |                              | Mistrzostwa Świata 2022 – eliminacje strefy CAF |
| 16.                          | 12.11.2021                   | Konakry                      | Gwinea                            | Gwinea Bissau                     | 0:0                          |                              | Mistrzostwa Świata 2022 – eliminacje strefy CAF |
| 17.                          | 11.01.2022                   | Garoua                       | Sudan                             | Gwinea Bissau                     | 0:0                          |                              | Puchar Narodów Afryki 2021                      |
| 18.                          | 15.01.2022                   | Garoua                       | Egipt                             | Gwinea Bissau                     | 1:0                          |                              | Puchar Narodów Afryki 2021                      |
| 19.                          | 19.01.2022                   | Garoua                       | Nigeria                           | Gwinea Bissau                     | 2:0                          |                              | Puchar Narodów Afryki 2021                      |